# 417978 Haslehner
417978 Haslehner è un asteroide della fascia principale. Scoperto nel 2007, presenta un'orbita caratterizzata da un semiasse maggiore pari a 3,1476464 UA e da un'eccentricità di 0,0701884, inclinata di 9,80239° rispetto all'eclittica.
Dal 5 marzo al 2 giugno 2015, quando 427695 Johnpazder ricevette la denominazione ufficiale, è stato l'asteroide denominato con il più alto numero ordinale. Prima della sua denominazione, il primato era di 414026 Bochonko.
L'asteroide è dedicato all'omonima famiglia che ha contribuito alla costruzione dell'osservatorio da cui è avvenuta la scoperta.